# Canoë-kayak aux Jeux olympiques de la jeunesse de 2018
Navigation
Édition précédente Édition suivante
Les épreuves de canoë-kayak aux Jeux olympiques de la jeunesse de 2018 ont lieu sur la darse n° 3 de Puerto Madero, à Buenos Aires, en Argentine, du 12 au 16 octobre 2018.

## Qualification

### Quotas attribués

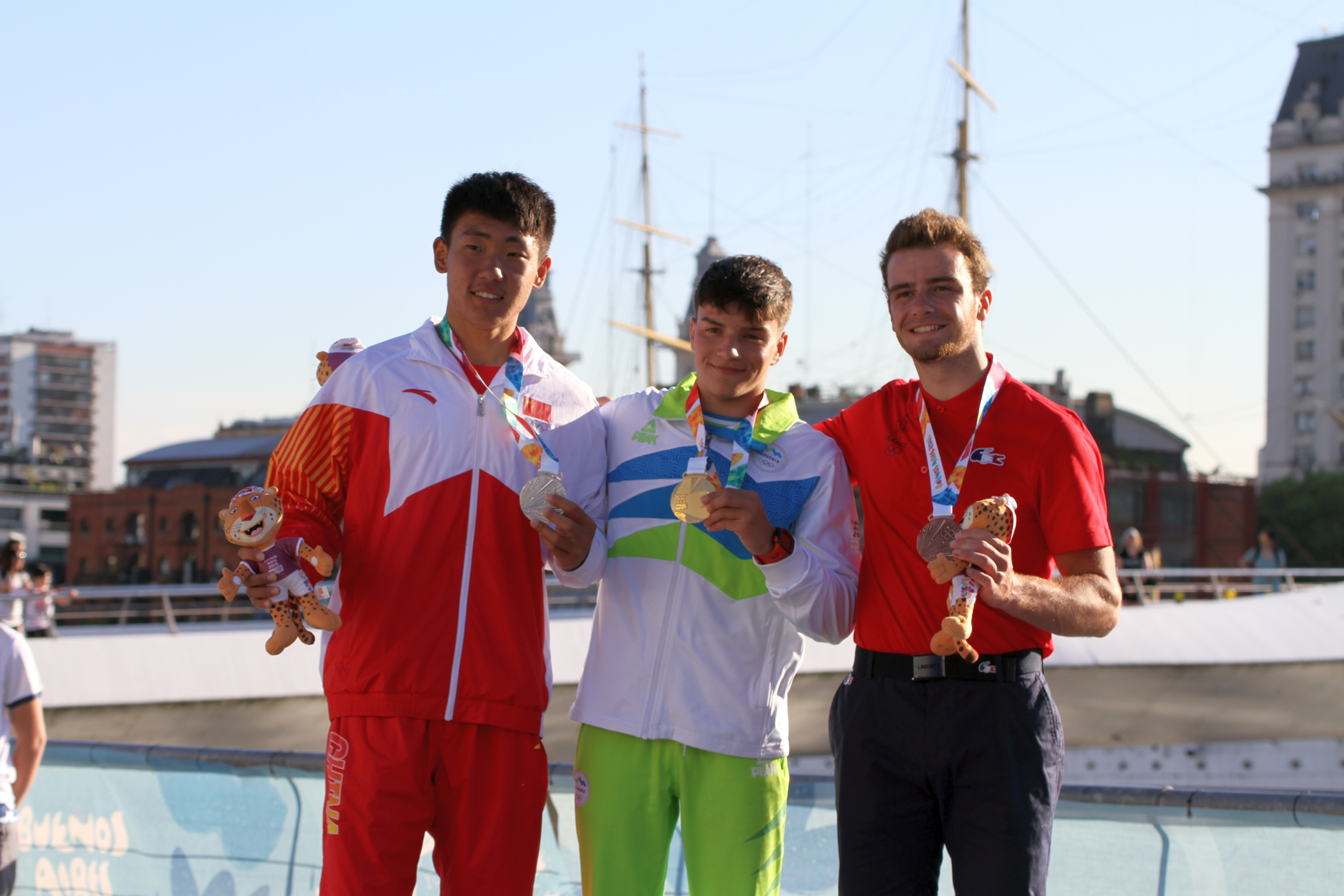
Obstacle Canoe Slalom K1 victory ceremony: Guan Changheng - Lan Tominc - Tom Bouchardon

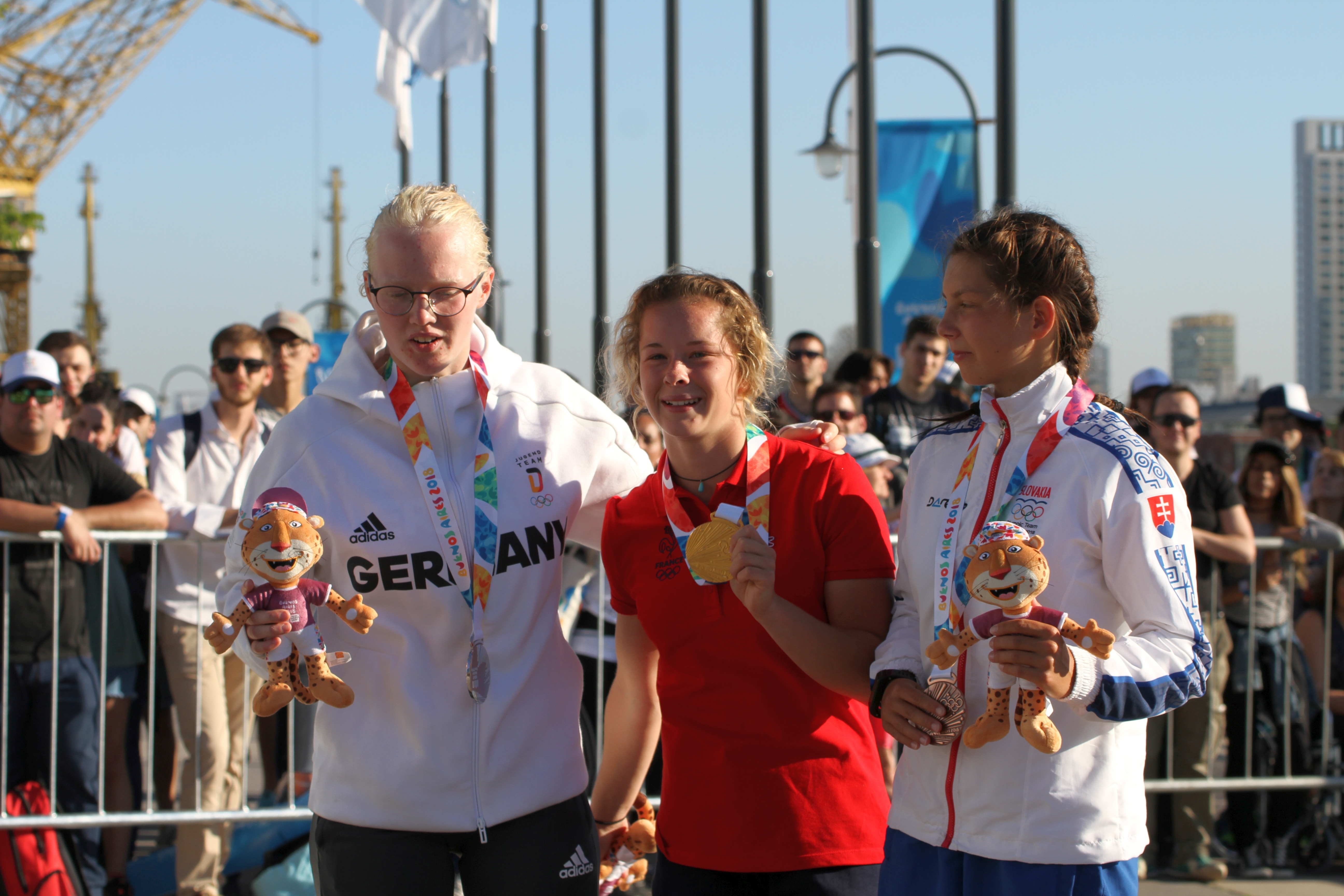
Obstacle Canoe Slalom C1 victory ceremony: Zola Lewandowski - Doriane Delassus - Emanuela Luknárová

| Nation               | Garçons | Garçons | Filles | Filles | Bateaux |
| Nation               | C-1     | K-1     | C-1    | K-1    | Bateaux |
| -------------------- | ------- | ------- | ------ | ------ | ------- |
| Afrique du Sud       |         | X       |        | X      | 2       |
| Allemagne            | X       |         | X      | X      | 3       |
| Argentine            | X       | X       |        | X      | 3       |
| Australie            |         |         |        | X      | 1       |
| Autriche             |         |         | X      | X      | 2       |
| Biélorussie          |         | X       | X      |        | 2       |
| Brésil               |         |         | X      | X      | 2       |
| Canada               |         | X       | X      |        | 2       |
| Chine                |         | X       |        | X      | 2       |
| Corée du Sud         | X       |         |        |        | 1       |
| Cuba                 |         | X       |        |        | 1       |
| Danemark             |         |         |        | X      | 1       |
| Équateur             |         |         | X      |        | 1       |
| Espagne              |         |         | X      | X      | 2       |
| États-Unis           |         | X       |        |        | 1       |
| France               | X       | X       | X      | X      | 4       |
| Grande-Bretagne      |         | X       |        | X      | 2       |
| Hongrie              | X       | X       |        | X      | 3       |
| Inde                 |         |         | X      |        | 1       |
| Irlande              | X       |         |        |        | 1       |
| Italie               | X       |         |        |        | 1       |
| Japon                |         |         |        | X      | 1       |
| Kazakhstan           | X       |         |        | X      | 2       |
| Kirghizistan         |         | X       |        |        | 1       |
| Lituanie             | X       |         |        |        | 1       |
| Mexique              |         |         | X      |        | 1       |
| Moldavie             | X       |         |        |        | 1       |
| Nouvelle-Zélande     |         |         |        | X      | 1       |
| Norvège              |         |         |        | X      | 1       |
| Ouzbékistan          | X       |         |        |        | 1       |
| Pologne              | X       | X       |        | X      | 3       |
| Portugal             |         | X       |        |        | 1       |
| Tchéquie             | X       | X       | X      | X      | 4       |
| Roumanie             | X       |         |        | X      | 2       |
| Russie               |         | X       |        | X      | 2       |
| Sao Tomé-et-Principe |         |         |        | X      | 1       |
| Sénégal              | X       | X       |        |        | 2       |
| Serbie               |         | X       |        |        | 1       |
| Slovaquie            | X       | X       |        | X      | 3       |
| Slovénie             | X       | X       |        |        | 2       |
| Ukraine              | X       |         | X      |        | 2       |
| Total: 41 pays       | 16      | 19      | 12     | 21     | 68      |

### C-1
| Épreuve        | Site      | Date                | Continent | Total places | Garçons qualifiés                                   | Filles qualifiées                                  |
| -------------- | --------- | ------------------- | --------- | ------------ | --------------------------------------------------- | -------------------------------------------------- |
| Nation-hôte    | -         | -                   | -         | 1            | Argentine                                           | NC                                                 |
| Qualifications | Barcelone | 12 au 15 Avril 2018 | Afrique   | 1            | Maurice                                             | Nigeria                                            |
| Qualifications | Barcelone | 12 au 15 Avril 2018 | Amériques | 3            | Brésil Chili Mexique                                | Chili Mexique États-Unis                           |
| Qualifications | Barcelone | 12 au 15 Avril 2018 | Asie      | 3            | Iran Kazakhstan Ouzbékistan                         | Iran Kazakhstan Ouzbékistan                        |
| Qualifications | Barcelone | 12 au 15 Avril 2018 | Europe    | 6            | Tchéquie Allemagne Hongrie Portugal Espagne Ukraine | France Allemagne Hongrie Slovaquie Espagne Ukraine |
| Qualifications | Barcelone | 12 au 15 Avril 2018 | Océanie   | 1            | Nouvelle-Zélande                                    | Nouvelle-Zélande                                   |
| Invitation     | -         | -                   | -         | 1            | Sao Tomé-et-Principe                                | Mozambique                                         |
| Total          |           |                     |           |              | 16                                                  | 15                                                 |

### K-1
| Épreuve                                            | Lieu              | Date               | Total places | Garçons qualifiés                                                        | Filles qualifiées                                                                  |
| -------------------------------------------------- | ----------------- | ------------------ | ------------ | ------------------------------------------------------------------------ | ---------------------------------------------------------------------------------- |
| Organisateur                                       | -                 | -                  | 1            | Chine                                                                    | Chine                                                                              |
| Championnats du monde juniors 2013 Course en ligne | Welland           | 1–4 août 2013      | 9            | Biélorussie Canada Cuba Allemagne Hongrie Pologne Portugal Russie Serbie | Danemark Hongrie Japon Kazakhstan Nouvelle-Zélande Norvège Roumanie Russie Espagne |
| Championnats du monde juniors 2013 Slalom          | Liptovsky Mikulas | 17–21 juillet 2013 | 6            | Australie Tchéquie France Royaume-Uni Slovaquie Slovénie                 | Tchéquie France Allemagne Royaume-Uni Pologne Slovaquie                            |
| Invitation                                         | -                 | -                  | 0/2          |                                                                          | Andorre Sao Tomé-et-Principe                                                       |
| Quota réattribué                                   | -                 | -                  | 2/1          | Kirghizistan États-Unis                                                  | Afrique du Sud                                                                     |
| Athlètes engagés en C1                             | -                 | -                  | 1/2          | Sénégal                                                                  | Autriche Brésil                                                                    |
| Total                                              |                   |                    |              | 19                                                                       | 21                                                                                 |

## Compétitions

### Garçons
| Édition            | Or                                | Argent                     | Bronze               |
| ------------------ | --------------------------------- | -------------------------- | -------------------- |
| Course en ligne C1 | Dias Bakhraddin (KAZ)             | Islomjon Abdusalomov (UZB) | Jiří Minařík (CZE)   |
| Course en ligne K1 | Ádám Kiss (HUN)                   | Jules Vangeel (BEL)        | Valentín Rossi (ARG) |
| Slalom C1          | Terence Benjamin Saramandif (MRI) | Finn Anderson (NZL)        | Yoel Becerra (ESP)   |
| Slalom K1          | Lan Tominc (SVN)                  | Guan Changheng (CHN)       | Tom Bouchardon (FRA) |

### Filles
| Édition            | Or                       | Argent                   | Bronze                    |
| ------------------ | ------------------------ | ------------------------ | ------------------------- |
| Course en ligne C1 | Gulbakhor Fayzieva (UZB) | Laura Gönczöl (HUN)      | Stephanie Rodríguez (MEX) |
| Course en ligne K1 | Eszter Rendessy (HUN)    | Katarína Pecsuková (SVK) | Stella Sukhanova (KAZ)    |
| Slalom C1          | Doriane Delassus (FRA)   | Zola Lewandowski (GER)   | Emanuela Luknárová (SVK)  |
| Slalom K1          | Emanuela Luknárová (SVK) | Doriane Delassus (FRA)   | Lai Tzu-hsuan (TPE)       |